# Droits LGBT à Brunei
Pour des articles plus généraux, voir Droits LGBT et LGBT+ à Brunei.
Les lesbiennes, gays, bisexuels et transgenres (LGBT) à Brunei font face à des défis juridiques non rencontrés par les personnes non-LGBT. L'homosexualité y est illégale et peut être punie de mort.
OutRight Action International décrit Brunei comme « le pays d'Asie du Sud-Est dans lequel la situation des droits des personnes LGBT est la plus inquiétante ».

## Légalité de l'homosexualité
Avant 2014, l'homosexualité est illégale et passible de 10 ans de prison, même si l'acte est privé et consensuel. En 2014, le Brunei annonce l'application de la charia. L'homosexualité devient alors passible de la peine de mort par lapidation[réf. souhaitée].
L'Organisation des Nations unies exhorte Brunei à revoir sa législation, qui a été décrite par de nombreux médias comme « médiévale », « non-civilisée » et « un retour à l'âge de pierre »,. Toutefois, l'application de la loi est retardée à la suite de plusieurs réprobations internationales.
Le 11 mars 2015, un fonctionnaire est condamné à une amende de 1 000 dollars de Brunei pour travestissement.
Le 26 mars 2019, plusieurs ONG annoncent que le gouvernement compte poursuivre la mise en place de l'application de la charia, bloquée en 2014 d'ici le 3 avril 2019. Le 1er avril 2019, Michelle Bachelet, haut commissaire à l'ONU, condamne le nouveau code pénal.